# 마리 모스퀴니

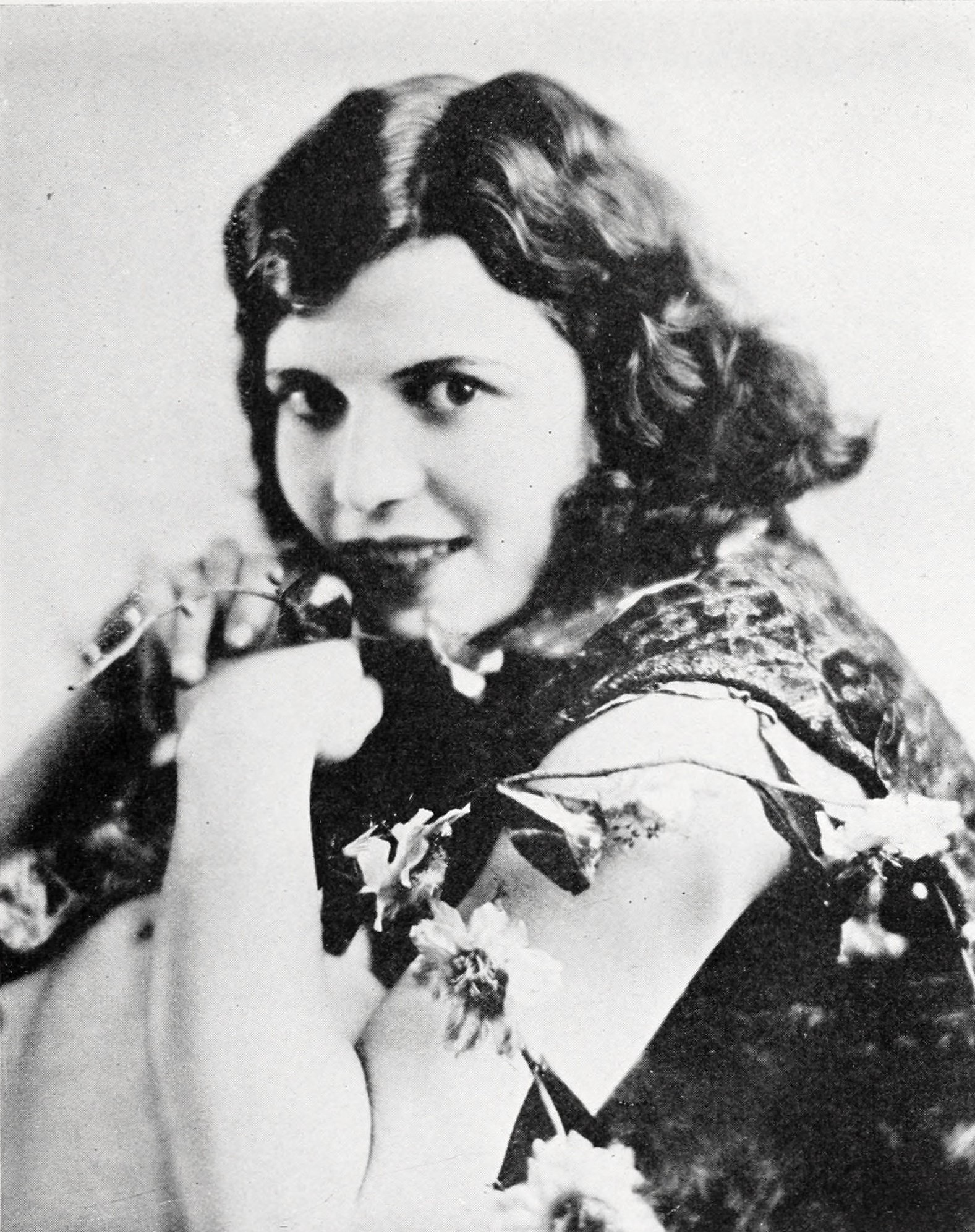

마리 모스퀴니(Marie Mosquini, 1899년 12월 3일 ~ 1983년 2월 21일)는 미국의 영화배우이다.
로스앤젤레스에서 태어났으며 로스앤젤레스에서 사망하였다.